# Renate Klingelhöfer
Renate Klingelhöfer (* 30. Oktober 1933 in Gräfenort in Oberschlesien) ist eine deutsche Kommunalpolitikerin, die sich auch in der Seniorenarbeit und in der deutsch-polnischen Aussöhnung Verdienste erworben hat.

## Leben
Renate Klingelhöfer wurde in Gräfenort (heute Grotowice) im damaligen Kreis Oppeln geboren. Nach dem Zweiten Weltkrieg wurde sie im Alter von elf Jahren vertrieben und fand nach mehrmonatiger gemeinsamer Flucht mit ihrer Mutter und zwei Schwestern und zwei Brüdern im Ortsteil Eckartsborn der Gemeinde Ortenberg (Hessen) eine neue Heimat. Sie erlernte den Beruf der Säuglings- und Kinderkrankenschwester.
Im Jahr 1968 gab es ein erstes Treffen ehemaliger Gräfenorter im Taunus und im Jahr 1975 war Renate Klingelhöfer eine der Organisatoren der ersten Fahrt von Deutschland nach Grotowice. Sie besuchte dort die neuen Bewohner ihres ehemaligen Wohnhauses trotz Warnungen, dort würden echte „Deutschenhasser“ wohnen. In den nächsten Jahren half sie der Familie und auch der Region. So sammelte sie im Jahr 1997 nach dem Oderhochwasser für Betroffene in der Gegend und später für die Renovierung der Pfarrkirche, in der sie getauft worden war. Sie gilt als Beispiel der deutsch-polnischen Versöhnung im Kleinen. Zur Erinnerung an das Schicksal der ehemaligen Deutschen in Schlesien gibt es in ihrem neuen Heimatort Eckartsborn eine Gräfenorter Straße.
Renate Klingelhöfer ist SPD-Mitglied. Kommunalpolitisch engagiert sie sich seit 1977 im Ortsbeirat von Eckartsborn und ist dort seit 1993 Ortsvorsteherin. Dem Kreistag des Wetteraukreises gehörte sie in den Jahren 1989 bis 1997 an und war danach bis 2001 ehrenamtliche Beigeordnete im Kreisausschuss. Seit 1985 gehört sie der Stadtverordnetenversammlung in Ortenberg an und seit 2006 wieder dem Kreistag.
Dem Seniorenbeirat im Wetteraukreis gehört sie seit dem Jahr 1997 an und ist dort seit 1999 Vorsitzende. Ihre dortigen Erfahrungen brachte sie bei der Gründung eines Seniorenbeirats in Ortenberg ein, dem sie auch vorsteht. Auch im Landesseniorenbeirat ist sie seit 2006 tätig. Dort war sie zwischen 2012 und 2013 kommissarische Vorsitzende. Bis heute (2014) ist sie Patientenfürsprecherin der Kerckhoff-Klinik in Bad Nauheim sowie im Aufsichtsrat des Gesundheitszentrums Wetterau.
Sie war auch Vorsitzende der Dekanatssynode Nidda der Propstei Oberhessen.
Renate Klingelhöfer ist mehrfache Mutter, Großmutter und auch Urgroßmutter schon erwachsener Urenkel.

## Ehrungen
- 2012: Botschafterin des Wetteraukreis[4]
- 2013: Hessischer Verdienstorden[4]
- 2014: Urkunde vom Rat des Stadtbezirks Grotowice[2]